# Toronto FC II
Il Toronto FC II è un club calcistico professionistico canadese di Toronto (Ontario). È la squadra riserve del Toronto FC.
Attualmente partecipa alla MLS Next Pro, lega riserve della Major League Soccer che opera come terza divisione del campionato statunitense di calcio.

## Storia
Fondato nel 2014, il club ha partecipato dal 2015 al 2018 alla United Soccer League. Il 2 luglio 2018 la società ha annunciato che dalla stagione successiva sarebbe scesa di categoria, partecipando alla neonata lega di terzo livello USL League One.
A causa delle limitazioni agli spostamenti tra Canada e Stati Uniti in vigore per via della pandemia di Covid-19, la società ha annunciato che non avrebbe preso parte al campionato per la stagione 2020 e che sarebbe tornata alle competizioni nel 2021.
Nel 2022 la squadra entra nella MLS Next Pro, campionato riserve della Major League Soccer, che opera come terzo livello del campionato statunitense di calcio.

## Stadio
Nella sua prima stagione tra i professionisti, il 2015, la squadra ha disputato le proprie partite casalinghe all'interno dell'Ontario Soccer Centre di Vaughan. Un previsto ampliamento per fornire il campo principale di quest'ultimo di 5.000 posti a sedere (requisito minimo per la partecipazione ad un campionato statunitense di secondo livello) non andò in porto, così nel 2018 il club ha giocato alcuni incontri casalinghi al BMO Field ed altri presso il Lamport Stadium.
Dall'esordio in USL League One, la squadra gioca in casa al BMO Training Ground.